# Борувно (Бидґозький повіт)
Борувно (пол. Borówno, нім. Luisensee) — село в Польщі, у гміні Добрч Бидґозького повіту Куявсько-Поморського воєводства.
Населення — 1118 осіб (2011).

## Демографія
Демографічна структура станом на 31 березня 2011 року:
|          | Загалом | Допрацездатний вік | Працездатний вік | Постпрацездатний вік |
| -------- | ------- | ------------------ | ---------------- | -------------------- |
| Чоловіки | 563     | 127                | 387              | 49                   |
| Жінки    | 555     | 118                | 349              | 88                   |
| Разом    | 1118    | 245                | 736              | 137                  |